# Ichneumon cephalator
Ichneumon cephalator är en stekelart som beskrevs av Charles Joseph de Villers 1789. Ichneumon cephalator ingår i släktet Ichneumon och familjen brokparasitsteklar. Inga underarter finns listade i Catalogue of Life.